# St. Leonhard (Dillingen an der Donau)

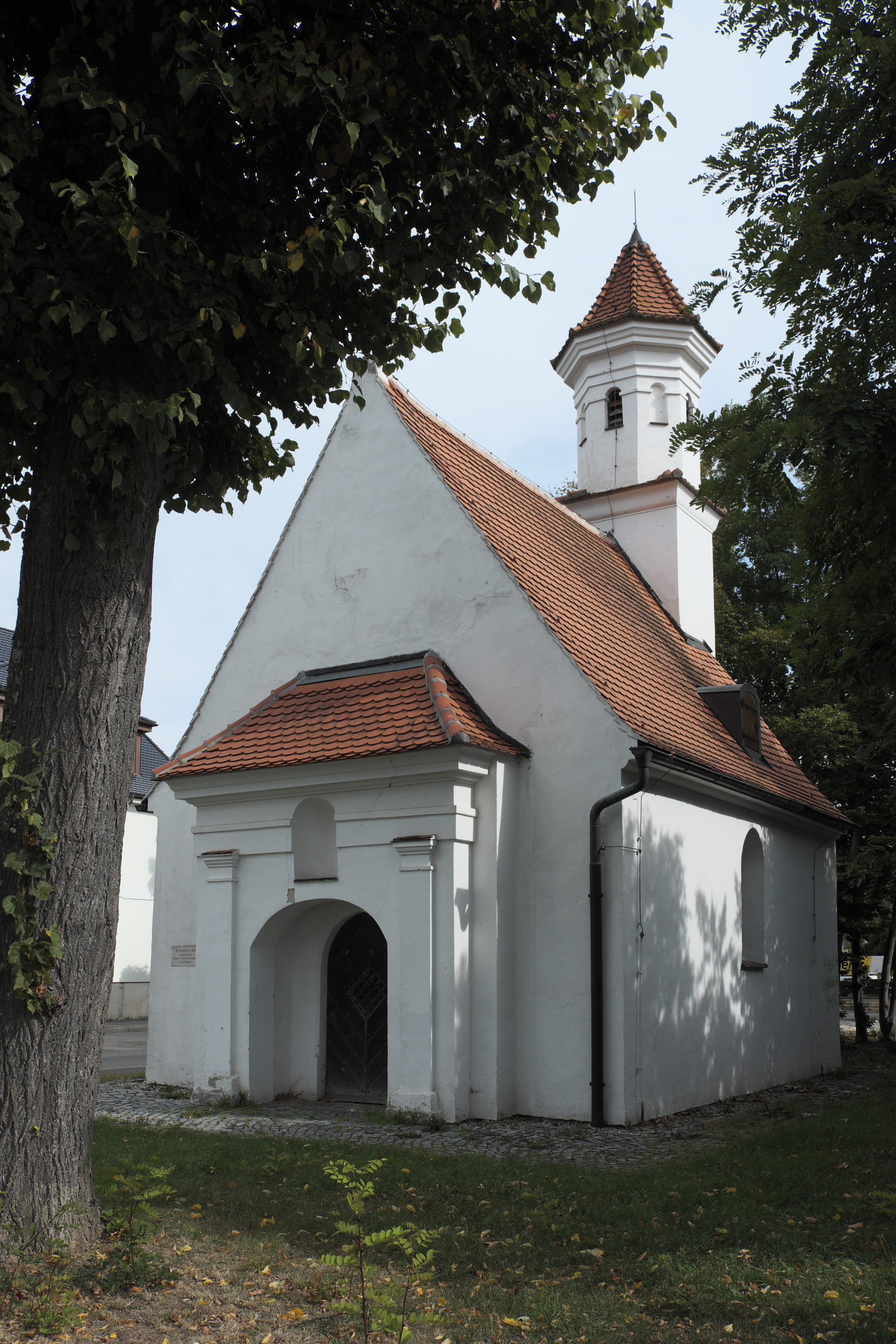
St. Leonhard in Dillingen

Die römisch-katholische Kapelle St. Leonhard steht in Dillingen an der Donau, der Kreisstadt im Landkreis Dillingen an der Donau in Bayern. Das Bauwerk ist in der Liste der Baudenkmäler in Dillingen an der Donau als Baudenkmal unter der Nr. D-7-73-125-46 eingetragen.

## Beschreibung
Die spätromanische Saalkirche wurde in der ersten Hälfte des 13. Jahrhunderts errichtet. Sie besteht aus einem Langhaus, in dessen Innenraum im Osten hinter einem Chorbogen eine Apsis integriert ist, einem Kirchturm auf quadratischen Grundriss im Osten, der 1595/96 mit einem achteckigen Geschoss aufgestockt wurde, das den Glockenstuhl beherbergt, und der mit einem Zeltdach bedeckt wurde. Das Portal befindet sich hinter einem Anbau im Westen. 
In der Apsis befinden von Wandmalereien mit Fragmenten eines Gnadenstuhls und der Evangelistensymbole. Die Malereien am Gewölbe wurden erst in der zweiten Hälfte des 18. Jahrhunderts ausgeführt.